# Grodkärrhök
Grodkärrhök (Circus ranivorus) är en fågel i familjen hökar och ordningen hökfåglar, som förekommer i Öst- och Sydafrika.

## Utseende och läte
Grodkärrhöken är en stor och brun kärrhök med långa och slanka vingar, lång stjärt samt gracil flykt. Den har genomgående brun fjäderdräkt som skiljer den från alla andra kärrhökar, utöver honan hos brun kärrhök. Grodkärrhöken skiljer sig från den senare genom mörkare huvud samt att vingar och stjärt är tvärbandade.

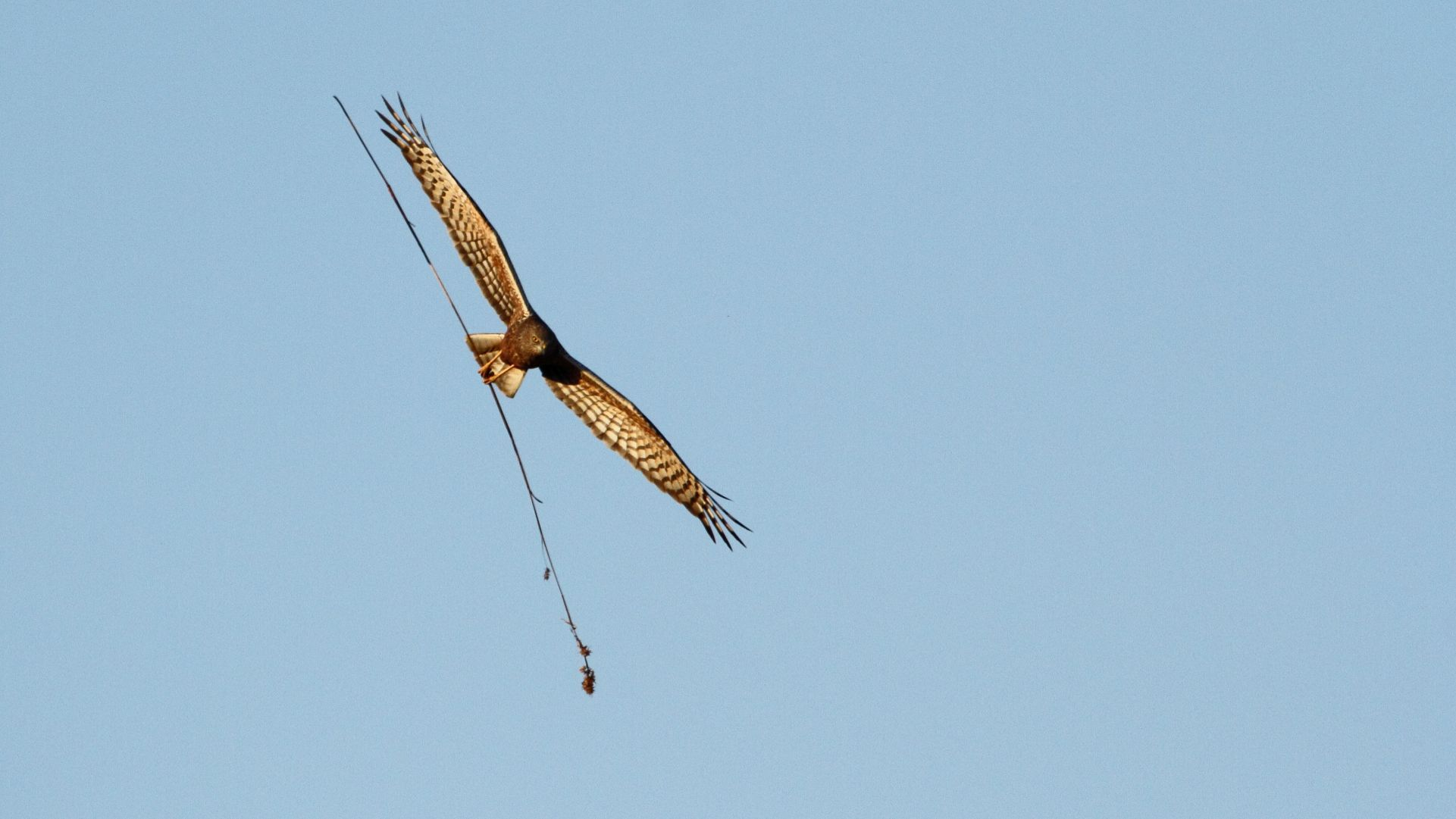
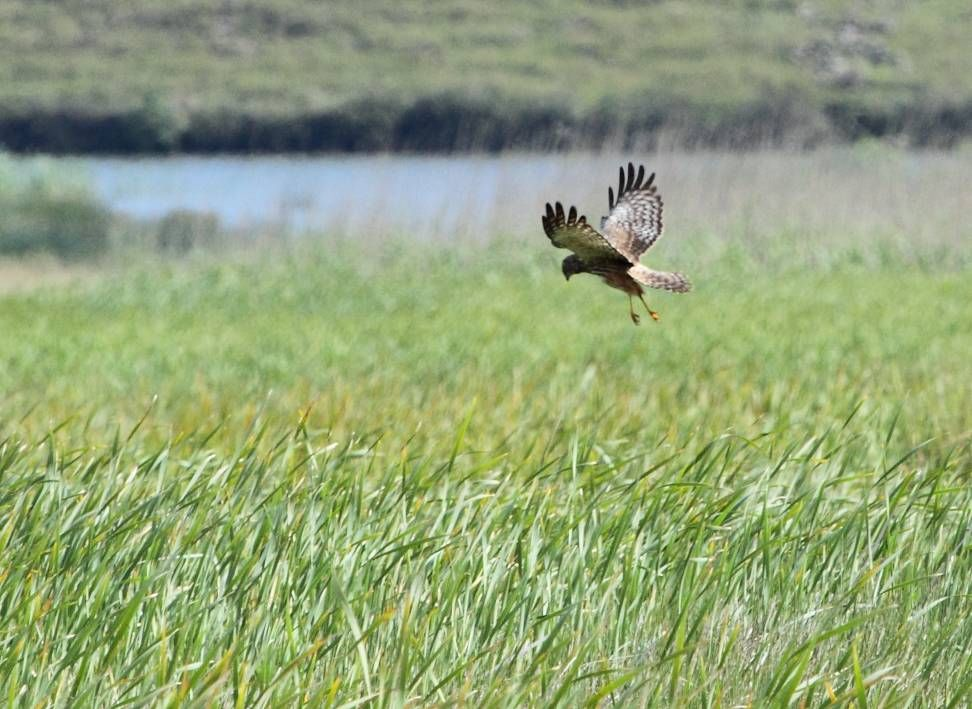

## Utbredning och systematik
Fågeln förekommer i våtmarker och gräsmarker i Öst- och Sydafrika. Den behandlas som monotypisk, det vill säga att den inte delas in i några underarter.

## Levnadssätt
Grodkärrhöken förekommer i och kring våtmarker, på fuktiga gräsmarker och sumpmarker.

## Status och hot
Arten har ett stort utbredningsområde, men tros minska i antal, dock inte tillräckligt för att den ska betraktas som hotad. Internationella naturvårdsunionen IUCN listar därför arten som livskraftig (LC).